# Il ricciolo rapito
Il ricciolo rapito (The Rape of the Lock) è un poema eroicomico in cinque canti e una lettera dedicatoria, scritto da Alexander Pope nel 1712. Il taglio di un ricciolo appartenente a una bella ragazza da parte di un libertino provoca una vera e propria guerra tra i sessi in un gruppo di giovani aristocratici riuniti nel giardino di una lussuosa villa. Il narratore, in disparte, osserva quanto sta accadendo e lo racconta divertito. Si tratta di una parodia del genere epico: i poemi tragicomici furono molto in voga in Inghilterra nel XVIII secolo.

## Trama
L'evocazione alla Musa per cantare ciò che nel "bel mondo" nasce dalle cose frivole è seguita dalla descrizione di un sogno di Belinda, in tarda mattinata. La giovane nobildonna incontra intimidita un bellissimo giovane, che si presenta come Ariele, il suo Silfo protettore, venuto ad annunciare l'arrivo di una disgrazia che neanche Ariele conosce ancora: forse il fallimento della banca che tiene il conto della fanciulla, o la rottura di una tazza di porcellana... Dopo tre richiami del cane (tre volte come nei poemi classici) Belinda va a fare toeletta, con una descrizione dello specchio in cui la sua immagine è la dea e la domestica Betty la sacerdotessa di grado inferiore, quindi una descrizione minuziosa del tavolo su cui campeggiano spilli, pettini, cosmetici, biglietti galanti e Bibbie come le armi che l'eroe indossa, con i Silfi che si occupano del tutto per cui la domestica "è lodata per un lavoro non suo". Il poeta si sofferma in particolare su due riccioli che pendono ai lati capo.
Ariele manda una folla di Silfi a occuparsi della sicurezza di Belinda: chi a non disperdere il profumo, chi a mantenere il rossore del viso, chi a guardia delle sette sottogonne (metafora sessuale e allusione alle sette pelli di bue dello scudo di Aiace Telamonio), chi ad accertarsi che non manchi a un ballo o che reciti le sue preghiere... pena l'essere bolliti nella cioccolata o infilzati in spilli. Mentre Belinda si appresta ad affrontare la barca sul Tamigi, il Barone suo pretendente sacrifica sul tavolino della toilette giarrettiere e romanzi per ottenere che la sua corte alla ragazza abbia successo.
Ad Hampton, a metà pomeriggio, i due nobili si sfidano a carte, con tutti i presenti che assistono come se fosse una battaglia sotto le mura di Troia, e Belinda vince. Viene servito il caffè, e il Barone sente rinnovare il desiderio per Belinda: al che un'amica di lei mostra al Barone le forbicine del proprio nécessaire, Ariele scopre che Belinda ha nel cuore un amante terreno, e sentendosi tradito la abbandona alla disgrazia in arrivo; il Barone taglia a Belinda un ricciolo dei capelli e un Silfo prova invano a evitarlo, per tre vlte.
Visto tutto, gnomo Umbriele raggiunge la grotta in cui abita la dea Malinconia, popolata da mostri come uomini-caffettiere (riferito alle visioni che, nella credenza comune, gli affetti da "malinconia" accusavano), e da lei si fa consegnare tutti i malumori e le rabbie che spargerà sui presenti. L'urlo di disappunto Belinda, che neanche per la morte della cagnetta amata una nobildonna ha mai lanciato, è seguito dalla vanteria del Barone; l'amica Clarissa prende le parti da lei, chiedendo l'appoggio del mezzo addormentato Sir Plume, invece la meno bella Talestre protesta perché solo alle donne belle vengono conferiti onori. Ne esce uno scontro in cui beaux e belles si danno addosso, con molti presenti che pretendono la restituzione del ricciolo. Questo non si trova più: Ariele lo ha posto in cielo facendone una costellazione che durerà in eterno, molto più dei contendenti (ripresa della Chioma di Berenice).
Questo poema è ispirato a una storia vera: Lord Petre, un gentiluomo di corte, taglia un ricciolo senza permesso dai capelli di una damigella d'onore della regina Anne, miss Arabella Fermor (che nel poemetto diventa Belinda). Questo porta disonore sui due e dà il via a una grande disputa tra le due famiglie. Rape non va inteso come stupro, ma come un latinismo (verbo rapere) nel senso di rapimento.

## Traduzioni
Tra le traduzioni moderne  italiane ricordiamo:
- Antonio Conti, 1736
- S. Uzielli, 1822
- la Contessa Teresa Malvezzi, 1822
- Tarquinio Vallese, 1950
- Viola Papetti, 1984
- Salvatore Giovanni, 2003
- Alessandro Gallenzi, 2009